# Berja
Berja község Spanyolországban, Almería tartományban. Lakosainak száma 12 939 fő (2024).

## Földrajza
Berja Adra, Turón, Alcolea, Laujar de Andarax, Fondón, Dalías és Balanegra községekkel határos.

## Népesség
A település lakosságának változását az alábbi diagram mutatja:
| Lakosok száma | 13 331 | 13 924 | 14 450 | 15 035 | 15 388 | 15 323 | 12 380 | 12 415 | 12 708 | 12 939 |
|               | 2001   | 2004   | 2006   | 2009   | 2011   | 2014   | 2016   | 2019   | 2021   | 2024   |